# Amane Beriso Shankule
Amane Beriso Shankule (1991. október 13. –) etióp világbajnok hosszútávfutó. A 2023-as atlétikai világbajnokságon maratonfutásban világbajnok lett.

## Pályafutása
2014 szeptemberében 1:11:50-es idővel győzött a koppenhágai félmaratonon. Fél évvel később Varsóban egyéni csúccsal, 1:10:54-gyel nyert ugyanezen a távon. Maratoni versenyen 2016-ban indult először, a dubaji versenyen 2:20:48 másodperces eredménnyel lett második helyezett. 2017-ben a prágai maratonon lett ezüstérmes. 
A következő években versenyzését sérülések nehezítették, évekig nem tudott teljesen egészségesen rajthoz állni. A 2022-es szezonra sikerült ezt az időszakot maga mögött hagynia. Augusztusban a 2000 méter feletti magasságban rendezett rendkívül megerőltető mexikóvárosi maratonon győzni tudott. 2022 decemberében a valenciai maratonon indult el élete első maratoni versenyén honfitársa, a 10 000 méteres síkfutás világcsúcstartója, Letesenbet Gidey azzal a szándékkal, hogy ezen a távon is világrekordot dönt. Ennek megfelelően végig erős tempóban futott, az iramot csak Amane Beriso Shankule tudta vele tartani, aki az utolsó néhány kilométert jobban is bírta és megnyerte a versenyt. Ideje a világcsúcstól kevesebb, mint egy perccel maradt el, a 2:14:58-as eredménye etióp csúcs és a valaha volt harmadik leggyorsabban teljesített maraton lett.
A 2023 áprilisában ezüstérmes lett a bostoni maratonon, majd augusztusban a Budapesten rendezett atlétikai világbajnokságon 2:24:23-as idővel győzött a címvédő Gotytom Gebreslaset megelőzve. 2024-ben harmadik lett a Tokió Marathonon, a párizsi olimpián pedig ötödik helyen ért célba.

## Egyéni legjobbjai
| Táv         | Eredmény | Helyszín                 | Időpont           |
| ----------- | -------- | ------------------------ | ----------------- |
| 15 km utcai | 47:53    | 's-Heerenberg, Hollandia | 2023. december 3. |
| Félmaraton  | 1:10:54  | Varsó, Lengyelország     | 2015. március 29. |
| Maraton     | 2:14,58  | Valencia, Spanyolország  | 2022. december 4. |